# Svjetsko prvenstvo u nogometu za žene – SAD 2003.
Svjetsko prvenstvo u nogometu za žene 2003. održavalo se u SAD-u, a naslov svjetskog prvaka osvojila je reprezentacija Njemačke.
Prvenstvo se prvotno trebalo održati u Kini, ali je na kraju premješteno u SAD zbog epidemije SARS-a u Kini. Iako su Sjedinjene Države već bile domaćinom prethodnog prvenstva 1999. godine, ponovno su dobile domaćinstvo jer se smatralo da su samo SAD u mogućnosti organizirati turnir u tako kratkom vremenskom roku. Prvenstvo je Sjedinjenim Državama također poslužilo kao nada za podizanje zanimanja za ženski nogomet kako bi se spriječilo gašenje američke ženske nogometne lige i saveza.
Kineska reprezentacija je u zamjenu za gubitak domaćinstva zadržala pravo izravne kvalifikacije na završnicu prvenstva te je odmah imenovana domaćinom sljedećeg prvenstva 2007. godine.

## Sudionice
- Argentina
- Australija
- Brazil
- Francuska
- Gana
- Japan
- Južna Koreja
- Kanada
- Kina (zadržala pravo izravne kvalifikacije)
- Nigerija
- Norveška
- Njemačka
- Rusija
- Sjedinjene Američke Države
- Sjeverna Koreja
- Švedska